# Saison 2014 de l'équipe cycliste Caja Rural-Seguros RGA
La saison 2014 de l'équipe cycliste Caja Rural-Seguros RGA est la cinquième de cette équipe.

## Préparation de la saison 2014

### Arrivées et départs
| Arrivées          | Équipe 2013               |
| ----------------- | ------------------------- |
| Peio Bilbao       | Euskaltel Euskadi         |
| Fernando Grijalba | Caja Rural Espoirs        |
| Ángel Madrazo     | Movistar                  |
| Lluís Mas         | Burgos BH-Castilla y León |
| Antonio Molina    | Caja Rural Espoirs        |
| Heiner Parra      | 472-Colombia              |
| Luis León Sánchez | Belkin                    |
| Davide Viganò     | Lampre-Merida             |

| Départs                | Équipe 2014              |
| ---------------------- | ------------------------ |
| André Cardoso          | Garmin-Sharp             |
| Manuel António Cardoso | Banco BIC-Carmim         |
| Yelko Gómez            | Wilier Panama            |
| Francisco Moreno       | Louletano-Dunas Douradas |
| Josué Moyano           | San Luis Somos Todos     |
| Danail Petrov          |                          |

## Coureurs et encadrement technique

### Effectif
| Cycliste                | Date de naissance | Nationalité | Équipe 2013               |
| ----------------------- | ----------------- | ----------- | ------------------------- |
| Javier Aramendia        | 5 décembre 1986   | Espagne     | Caja Rural-Seguros RGA    |
| David Arroyo            | 7 janvier 1980    | Espagne     | Caja Rural-Seguros RGA    |
| Peio Bilbao             | 25 février 1990   | Espagne     | Euskaltel Euskadi         |
| Karol Domagalski        | 8 septembre 1989  | Pologne     | Caja Rural-Seguros RGA    |
| Ramón Domene            | 2 janvier 1990    | Espagne     | Caja Rural-Seguros RGA    |
| Rubén Fernández Andújar | 1er mars 1991     | Espagne     | Caja Rural-Seguros RGA    |
| Fabricio Ferrari        | 3 juin 1985       | Uruguay     | Caja Rural-Seguros RGA    |
| Omar Fraile             | 17 juillet 1990   | Espagne     | Caja Rural-Seguros RGA    |
| Marcos García           | 4 décembre 1986   | Espagne     | Caja Rural-Seguros RGA    |
| Fernando Grijalba       | 14 janvier 1991   | Espagne     | Caja Rural Espoirs        |
| Francesco Lasca         | 29 mars 1988      | Italie      | Caja Rural-Seguros RGA    |
| Ángel Madrazo           | 30 juillet 1988   | Espagne     | Movistar                  |
| Lluís Mas               | 15 janvier 1989   | Espagne     | Burgos BH-Castilla y León |
| Antonio Molina          | 4 janvier 1991    | Espagne     | Caja Rural Espoirs        |
| Heiner Parra            | 9 octobre 1991    | Colombie    | 472-Colombia              |
| Antonio Piedra          | 10 octobre 1985   | Espagne     | Caja Rural-Seguros RGA    |
| Luis León Sánchez       | 24 novembre 1983  | Espagne     | Belkin                    |
| Amets Txurruka          | 10 novembre 1982  | Espagne     | Caja Rural-Seguros RGA    |
| Iván Velasco            | 7 février 1980    | Espagne     | Caja Rural-Seguros RGA    |
| Davide Viganò           | 12 juin 1984      | Italie      | Lampre-Merida             |
| Stagiaire               | Date de naissance | Nationalité | Équipe 2014               |
| Miguel Ángel Benito     | 21 septembre 1993 | Espagne     | Caja Rural amateur        |
| Jesús Alberto Rubio     | 25 janvier 1992   | Espagne     | Caja Rural amateur        |
| Arnau Solé              | 19 mars 1992      | Espagne     | Caja Rural amateur        |

## Bilan de la saison

### Victoires
| Date       | Course                                                      | Pays     | Classe | Vainqueur         |
| ---------- | ----------------------------------------------------------- | -------- | ------ | ----------------- |
| 13/01/2014 | 1re étape de la Tropicale Amissa Bongo                      | Gabon    | 2.1    | Luis León Sánchez |
| 13/04/2014 | Klasika Primavera                                           | Espagne  | 1.1    | Peio Bilbao       |
| 18/05/2014 | 3e étape du Tour de Castille-et-León                        | Espagne  | 2.1    | Luis León Sánchez |
| 01/08/2014 | 2e étape du Tour du Portugal                                | Portugal | 2.1    | Davide Viganò     |
| 28/09/2014 | Classement général du Tour du Gévaudan Languedoc-Roussillon | France   | 2.1    | Amets Txurruka    |

### Résultats sur les courses majeures
Les tableaux suivants représentent les résultats de l'équipe dans les principales courses du calendrier international dans lesquelles l'équipe bénéficie d'une invitation (une des cinq classiques majeures et le Tour d'Espagne). Pour chaque épreuve est indiqué le meilleur coureur de l'équipe, son classement ainsi que les accessits glanés par Caja Rural-Seguros RGA sur les courses de trois semaines.

#### Classiques
| Classique            | Milan-San Remo | Tour des Flandres | Paris-Roubaix | Liège-Bastogne-Liège | Tour de Lombardie   |
| -------------------- | -------------- | ----------------- | ------------- | -------------------- | ------------------- |
| Coureur (classement) | Non invitée    | Non invitée       | Non invitée   | Non invitée          | Ángel Madrazo (30e) |

#### Grands tours
| Grand tour           | Tour d'Italie | Tour de France | Tour d'Espagne                                |
| -------------------- | ------------- | -------------- | --------------------------------------------- |
| Coureur (classement) | Non invitée   | Non invitée    | David Arroyo (20e)                            |
| Accessits            | -             | -              | Grand Prix de la montagne (Luis León Sánchez) |

### Classements UCI

#### UCI Africa Tour
L'équipe Caja Rural-Seguros RGA termine à la 8e place de l'Africa Tour avec 158 points. Ce total est obtenu par l'addition des points des huit meilleurs coureurs de l'équipe au classement individuel, cependant seul un coureur est classé,.
| Rang | Coureur           | Points |
| ---- | ----------------- | ------ |
| 8    | Luis León Sánchez | 128    |

#### UCI Europe Tour
L'équipe Caja Rural-Seguros RGA termine à la 11e place de l'Europe Tour avec 940 points. Ce total est obtenu par l'addition des points des huit meilleurs coureurs de l'équipe au classement individuel,.
| Rang | Coureur                 | Points |
| ---- | ----------------------- | ------ |
| 40   | Peio Bilbao             | 193    |
| 50   | Davide Viganò           | 177    |
| 53   | Luis León Sánchez       | 175    |
| 100  | Amets Txurruka          | 116    |
| 157  | Ángel Madrazo           | 82     |
| 167  | Marcos García           | 79     |
| 192  | Francesco Lasca         | 69     |
| 280  | David Arroyo            | 49     |
| 309  | Rubén Fernández Andújar | 44     |
| 484  | Lluís Mas               | 23     |
| 701  | Fernando Grijalba       | 12     |
| 866  | Omar Fraile             | 7      |
| 941  | Fabricio Ferrari        | 5      |